# Fiji International
Het Fiji International is een jaarlijks golftoernooi voor mannen, dat deel uitmaakt van de Australaziatische PGA Tour en de OneAsia Tour. Het toernooi werd opgericht in 2014 en vindt sindsdien plaats op de Natadola Bay Championship Golf Course in Denarau, Fiji. Dit toernooi wordt voor het eerst internationaal gehouden in Fiji. 
Het toernooi wordt over vier dagen gespeeld in een strokeplay-formule en na de tweede dag wordt de cut toegepast.

## Winnaars
| Jaar | Winnaar        | Score | Score | Info  |
| ---- | -------------- | ----- | ----- | ----- |
| 2014 | Steven Jeffres | 278   | –10   | [ 1 ] |

| Toernooirecord |  | po = winnares na play-off |